# Liste der portugiesischen Botschafter bei der Europäischen Union
Die Liste portugiesischen Botschafter bei der Europäischen Union listet die Botschafter der Republik Portugal bei der Europäischen Union auf. 
Portugal trat der Vorgängerorganisation EWG 1986 bei. Das Land unterhielt bereits seit mindestens 1962 eine Ständige Vertretung, insbesondere die Mission bei der Europäischen Gemeinschaft in Brüssel, die nach der Nelkenrevolution 1974 eingerichtet wurde und den späteren Beitritt Portugals mit vorbereitete.
Die Ständigen Vertretungen aller EU-Staaten bilden zusammen den Ausschuss der Ständigen Vertreter der Mitgliedstaaten.
| Name                                    | Bild     | Amtszeit                               | Anmerkungen |
| Portugal                                | Portugal | Portugal                               | Portugal    |
| --------------------------------------- | -------- | -------------------------------------- | ----------- |
| António José Aniceto de Siqueira Freire |          | ab 13. November 1974                   |             |
| Ernâni Rodrigues Lopes                  |          | ab 11. Juli 1979                       |             |
| Leonardo Charles Zaffiri Duarte Mathias |          | 1. Juni 1986 –6. Juli 1989             |             |
| Carlos Alberto Soares Simões Coelho     |          | 7. Juli 1989 –10. Juli 1990            |             |
| José César Paulouro das Neves           |          | 11. Juli 1990 –2. Januar 1995          |             |
| José Gregório Faria Quiterres           |          | 6. Januar 1995 –11. September 1997     |             |
| Vasco Taveira da Cunha Valente          |          | 13. September 1997 –30. September 2002 |             |
| Álvaro José Costa de Mendonça e Moura   |          | 1. Oktober 2002 –30. September 2008    |             |
| Manuel Lobo Antunes                     |          | 4. November 2008 –29. März 2012        |             |
| Nuno Filipe Alves Salvador Brito        |          | 5. Oktober 2015 –31. März 2022         |             |
| Pedro Manuel Carqueijeiro Lourtie       |          | seit 1. April 2022                     |             |